# أم شيحان
أم شيحان إحدى قرى مركز الحسنة التابع لمحافظة شمال سيناء بجمهورية مصر العربية.